# Saison 2000-2001 de la LHOu
Saison précédente Saison suivante
La saison 2000-2001 est la 35e saison de hockey sur glace de la Ligue de hockey de l'Ouest.

## Classement
| Division Est             | PJ | V  | D  | N | DP | Pts | BP  | BC  |
| ------------------------ | -- | -- | -- | - | -- | --- | --- | --- |
| Broncos de Swift Current | 72 | 43 | 20 | 7 | 2  | 95  | 275 | 215 |
| Pats de Regina           | 72 | 40 | 27 | 3 | 2  | 85  | 285 | 242 |
| Warriors de Moose Jaw    | 72 | 34 | 29 | 4 | 5  | 77  | 287 | 291 |
| Wheat Kings de Brandon   | 72 | 32 | 32 | 5 | 3  | 72  | 244 | 242 |
| Blades de Saskatoon      | 72 | 19 | 43 | 5 | 5  | 48  | 193 | 265 |
| Raiders de Prince Albert | 72 | 18 | 47 | 3 | 4  | 43  | 204 | 348 |

| Division Centrale        | PJ | V  | D  | N | DP | Pts | BP  | BC  |
| ------------------------ | -- | -- | -- | - | -- | --- | --- | --- |
| Rebels de Red Deer       | 72 | 54 | 12 | 3 | 3  | 114 | 304 | 168 |
| Ice de Kootenay          | 72 | 45 | 17 | 4 | 6  | 100 | 286 | 213 |
| Hitmen de Calgary        | 72 | 37 | 27 | 5 | 3  | 82  | 284 | 250 |
| Hurricanes de Lethbridge | 72 | 29 | 35 | 4 | 4  | 66  | 200 | 229 |
| Tigers de Medicine Hat   | 72 | 24 | 40 | 5 | 4  | 56  | 271 | 316 |

| Division Ouest           | PJ | V  | D  | N | DP | Pts | BP  | BC  |
| ------------------------ | -- | -- | -- | - | -- | --- | --- | --- |
| Rockets de Kelowna       | 72 | 37 | 23 | 7 | 5  | 86  | 259 | 240 |
| Winter Hawks de Portland | 72 | 37 | 27 | 5 | 3  | 82  | 244 | 237 |
| Blazers de Kamloops      | 72 | 35 | 28 | 7 | 2  | 79  | 289 | 274 |
| Chiefs de Spokane        | 72 | 35 | 28 | 7 | 2  | 79  | 242 | 219 |
| Cougars de Prince George | 72 | 31 | 33 | 4 | 4  | 70  | 242 | 266 |
| Thunderbirds de Seattle  | 72 | 30 | 33 | 8 | 1  | 69  | 262 | 299 |
| Americans de Tri-City    | 72 | 21 | 36 | 8 | 7  | 57  | 217 | 284 |

## Meilleurs pointeurs
| Joueur              | Équipe          | PJ | B  | A  | Pts | Pun |
| ------------------- | --------------- | -- | -- | -- | --- | --- |
| Justin Mapletoft    | Red Deer        | 70 | 43 | 77 | 120 | 111 |
| Layne Ulmer         | Swift Current   | 68 | 63 | 56 | 119 | 75  |
| Jared Aulin         | Kamloops        | 70 | 31 | 77 | 108 | 62  |
| Jarret Stoll        | Kootenay        | 62 | 40 | 66 | 106 | 105 |
| Blake Evans         | Tri-City-Regina | 67 | 52 | 50 | 102 | 120 |
| Kyle Wanvig         | Red Deer        | 69 | 55 | 46 | 101 | 202 |
| Konstantin Panov    | Kamloops        | 69 | 44 | 56 | 100 | 52  |
| Jordan Krestanovich | Calgary         | 70 | 40 | 60 | 100 | 32  |
| Nathan Barrett      | Lethbridge      | 70 | 46 | 53 | 99  | 66  |
| Rory McDade         | Kelowna         | 72 | 28 | 70 | 98  | 50  |

## Séries éliminatoires
|  | Huitièmes de finale      | Huitièmes de finale      |                          |   | Quarts de finale | Quarts de finale |  |  | Demi-finales | Demi-finales |  |  | Finale | Finale |
|  | Huitièmes de finale      | Huitièmes de finale      |                          |   | Quarts de finale | Quarts de finale |  |  | Demi-finales | Demi-finales |  |  | Finale | Finale |
|  |                          |                          |                          |   |                  |                  |  |  |              |              |  |  |        |        |
|  |                          |                          |                          |   |                  |                  |  |  |              |              |  |  |        |        |
|  |                          |                          |                          |   |                  |                  |  |  |              |              |  |  |        |        |
|  | Rebels de Red Deer       | 4                        |                          |   |                  |                  |  |  |              |              |  |  |        |        |
|  | Rebels de Red Deer       | 4                        |                          |   |                  |                  |  |  |              |              |  |  |        |        |
|  | Hurricanes de Lethbridge | 1                        |                          |   |                  |                  |  |  |              |              |  |  |        |        |
|  | Hurricanes de Lethbridge | 1                        | Rebels de Red Deer       | 4 |                  |                  |  |  |              |              |  |  |        |        |
|  |                          |                          | Rebels de Red Deer       | 4 |                  |                  |  |  |              |              |  |  |        |        |
|  |                          | Hitmen de Calgary        | 2                        |   |                  |                  |  |  |              |              |  |  |        |        |
|  | Pats de Regina           | Hitmen de Calgary        | 2                        | 2 |                  |                  |  |  |              |              |  |  |        |        |
|  | Pats de Regina           |                          |                          | 2 |                  |                  |  |  |              |              |  |  |        |        |
|  | Hitmen de Calgary        | 4                        |                          |   |                  |                  |  |  |              |              |  |  |        |        |
|  | Hitmen de Calgary        | 4                        | Rebels de Red Deer       | 4 |                  |                  |  |  |              |              |  |  |        |        |
|  |                          |                          | Rebels de Red Deer       | 4 |                  |                  |  |  |              |              |  |  |        |        |
|  |                          | Broncos de Swift Current | 2                        |   |                  |                  |  |  |              |              |  |  |        |        |
|  | Broncos de Swift Current | Broncos de Swift Current | 2                        | 4 |                  |                  |  |  |              |              |  |  |        |        |
|  | Broncos de Swift Current |                          |                          | 4 |                  |                  |  |  |              |              |  |  |        |        |
|  | Wheat Kings de Brandon   | 2                        |                          |   |                  |                  |  |  |              |              |  |  |        |        |
|  | Wheat Kings de Brandon   | 2                        | Ice de Kootenay          | 2 |                  |                  |  |  |              |              |  |  |        |        |
|  |                          |                          | Ice de Kootenay          | 2 |                  |                  |  |  |              |              |  |  |        |        |
|  |                          | Broncos de Swift Current | 4                        |   |                  |                  |  |  |              |              |  |  |        |        |
|  | Ice de Kootenay          | Broncos de Swift Current | 4                        | 4 |                  |                  |  |  |              |              |  |  |        |        |
|  | Ice de Kootenay          |                          |                          | 4 |                  |                  |  |  |              |              |  |  |        |        |
|  | Warriors de Moose Jaw    | 1                        |                          |   |                  |                  |  |  |              |              |  |  |        |        |
|  | Warriors de Moose Jaw    | 1                        | Rebels de Red Deer       | 4 |                  |                  |  |  |              |              |  |  |        |        |
|  |                          |                          | Rebels de Red Deer       | 4 |                  |                  |  |  |              |              |  |  |        |        |
|  |                          | Winter Hawks de Portland | 1                        |   |                  |                  |  |  |              |              |  |  |        |        |
|  | Rockets de Kelowna       | Winter Hawks de Portland | 1                        | 2 |                  |                  |  |  |              |              |  |  |        |        |
|  | Rockets de Kelowna       |                          |                          | 2 |                  |                  |  |  |              |              |  |  |        |        |
|  | Thunderbirds de Seattle  | 4                        |                          |   |                  |                  |  |  |              |              |  |  |        |        |
|  | Thunderbirds de Seattle  | 4                        | Chiefs de Spokane        | 3 |                  |                  |  |  |              |              |  |  |        |        |
|  |                          |                          | Chiefs de Spokane        | 3 |                  |                  |  |  |              |              |  |  |        |        |
|  |                          | Thunderbirds de Seattle  | 0                        |   |                  |                  |  |  |              |              |  |  |        |        |
|  | Blazers de Kamloops      | Thunderbirds de Seattle  | 0                        | 0 |                  |                  |  |  |              |              |  |  |        |        |
|  | Blazers de Kamloops      |                          |                          | 0 |                  |                  |  |  |              |              |  |  |        |        |
|  | Chiefs de Spokane        | 4                        |                          |   |                  |                  |  |  |              |              |  |  |        |        |
|  | Chiefs de Spokane        | 4                        | Chiefs de Spokane        | 1 |                  |                  |  |  |              |              |  |  |        |        |
|  |                          |                          | Chiefs de Spokane        | 1 |                  |                  |  |  |              |              |  |  |        |        |
|  |                          | Winter Hawks de Portland | 4                        |   |                  |                  |  |  |              |              |  |  |        |        |
|  | Winter Hawks de Portland | Winter Hawks de Portland | 4                        | 4 |                  |                  |  |  |              |              |  |  |        |        |
|  | Winter Hawks de Portland |                          |                          | 4 |                  |                  |  |  |              |              |  |  |        |        |
|  | Cougars de Prince George | 2                        |                          |   |                  |                  |  |  |              |              |  |  |        |        |
|  | Cougars de Prince George | 2                        | Winter Hawks de Portland |   |                  |                  |  |  |              |              |  |  |        |        |
|  |                          |                          |                          |   |                  |                  |  |  |              |              |  |  |        |        |
|  |                          | Laissé-passé             |                          |   |                  |                  |  |  |              |              |  |  |        |        |
|  |                          |                          |                          |   |                  |                  |  |  |              |              |  |  |        |        |
|  |                          |                          |                          |   |                  |                  |  |  |              |              |  |  |        |        |
|  |                          |                          |                          |   |                  |                  |  |  |              |              |  |  |        |        |
|  |                          |                          |                          |   |                  |                  |  |  |              |              |  |  |        |        |

## Honneurs et trophées
- Trophée Scotty-Munro, remis au champion de la saison régulière : Rebels de Red Deer.
- Trophée commémoratif des quatre Broncos, remis au meilleur joueur : Justin Mapletoft, Rebels de Red Deer.
- Trophée Daryl-K.-(Doc)-Seaman, remis au meilleur joueur étudiant : Dan Hulak, Winter Hawks de Portland.
- Trophée Bob-Clarke, remis au meilleur pointeur : Justin Mapletoft, Rebels de Red Deer.
- Trophée Brad-Hornung, remis au joueur ayant le meilleur esprit sportif : Matt Kinch, Hitmen Calgary.
- Trophée commémoratif Bill-Hunter, remis au meilleur défenseur : Christian Chartier, Cougars de Prince George.
- Trophée Jim-Piggott, remis à la meilleure recrue : Scottie Upshall, Blazers de Kamloops.
- Trophée Del-Wilson, remis au meilleur gardien : Dan Blackburn, Ice de Kootenay.
- Trophée Dunc-McCallum, remis au meilleur entraîneur : Brent Sutter, Rebels de Red Deer.
- Trophée Lloyd-Saunders, remis au membre exécutif de l'année : Brent Sutter, Rebels de Red Deer.
- Trophée Allen-Paradice, remis au meilleur arbitre : Kevin Acheson.
- Trophée St. Clair Group, remis au meilleur membre des relations publique : Mark Miles, Chiefs de Spokane.
- Trophée Doug-Wickenheiser, remis au joueur ayant démontré la meilleure implication auprès de sa communauté : Jim Vandermeer, Rebels de Red Deer.
- Trophée plus-moins de la WHL, remis au joueur ayant le meilleur ratio +/- : Jim Vandermeer, Rebels de Red Deer.
- Trophée airBC, remis au meilleur joueur en série éliminatoire : Shane Bendera, Rebels de Red Deer.